# 三十六计
《三十六計》，或稱《三十六策》，是一部兵法書，記載了三十六條兵法。  

## 語源
「三十六計」一詞最早可以追溯到《南齊書·王敬則傳》提到的“三十六策”：“敬則曰：‘檀公三十六策，走是上計。汝父子唯應急走耳。’”檀公，指南朝宋時名將檀道濟，「走為上計」指檀道濟伐魏不利，糧草被焚，宋軍乏食，主動退兵之事。他把計謀全用在「走」上面，包括「唱籌量沙」和「空城計」（都是裝腔作勢而得以撤退），而有「走為上計」的說法。但此處的“三十六计”不像是書名，《南齐书》和《南史》亦均无记载這一書名。
宋代惠洪《冷斋夜话》有“三十六计，走为上计”一语；元朝以後，此語多見於小說戲曲之中，例如元關漢卿《竇娥冤·第二折》：“常言道的好，三十六計，走為上計，喜得我是孤身，又無家小連累，不若收拾了細軟行李，打個包兒，悄悄的躲到別處，另做營生，豈不乾淨。”明《水浒传》第二回：“娘道：我儿，三十六着，走为上着，只恐没处走。”清李玉《牛头山》第七出：“皇爷不要着急，三十六着走为上着。”
根据《易经》，六和八是阴的成数，而六更是阴数之极；三十六本為虛數，是阴数之极的平方，因此三十六應該只是虛數，表示计谋极多。今天的《三十六計》確實有三十六條計策，可能只是附會這一典故。
散文家秦牧在1947年2月11日、12日的《華商報》上發表文章《流氓經》，稱“三十六計”一詞在“綫裝書中極難稽考，但普通人有這麼一說”。可見“三十六計”一詞由來已遠古，但作為書名是20世紀的事情。

## 版本源流
《三十六計》已知最早的版本是1941年成都瑞琴樓發行、興華印刷厂印製的，使用土紙，旁標小字“秘本兵法”，不署作者和年代，註明是根據在“邠州”（這是古稱，當時應為陝西省邠縣；今為縣級彬州市，由陝西省咸陽市代管）發現的手抄本翻印。1943年，叔和在成都一個攤檔上偶然得到了這個土紙翻印本；他於1961年9月16日在《光明日報》的《東風副刊》上介紹此書；1962年8月，叔和将翻印本贈給北京的解放軍政治學院；同年10月，解放軍政治學院圖書資料館據該翻印本油印了《三十六計》。這個油印本由無谷（姚煒）譯註，内部發行。無谷在《前言》中說：“目前手頭尚未找到第二種本子。”；1973年，武漢軍區編印了《三十六計今譯》；1979年，無谷譯註的《三十六計》終於公開出版，廣為流傳。今日華人世界出版的有關《三十六計》之書籍一般源於以上版本。
2009年6月，中国古玉器研究会、山东孙子研究会、山东国际孙子兵法研究交流中心、济宁市政协召开了“隋·玉简册《三十六计》研讨会”，与会专家学者对早前民間收藏家提供的一份隋代玉简册《三十六计》实物进行了现场研究认证，咸認真實可信。玉简册共计66片，总重量为4.6公斤，阴刻小篆体文字，共计919字。玉简册首片刻“三十六计”四字，尾片刻“开皇十六年十一月一日，何震刻。”收藏家郭先生說这套《三十六计》玉简册是他2003年在济宁民间发现並购入的。隋代玉简册中没有现在版本中的总说和六套计（即胜战计、敌战计、攻战计、混战计、并战计、败战计）的题目及“按”。现在版本中的“按”多用春秋战国及汉代战例，但也有两处提到宋、辽、金之事。與會的山东孙子研究会执行会长、山东国际孙子兵法研究交流中心主任赵承凤觉得《三十六计》的作者雖是南北朝的檀道济，而总说和每计的“按”可能是宋代以后的一位熟知兵法和易经的人補充的。
也有人指出《三十六計》和1947年7月中华书局出版的《洪门志》的部分內容幾乎相同，这是一本由朱琳編著的關於洪门历史与帮会规制的书，在其第十四章“各种考录”（原书115至116页）便收录“三十六着”一条目，除少数几个计名与现今流行本《三十六计》略有不同外，其余全部相同。

## 內容
《三十六計》全書以《易經》為依據，引用《易經》27處，涉及「六十四卦」中的22個卦。其中许多内容都是常用成语：比如元曲，借尸还魂在《碧桃花》、暗度陈仓在《气英布》、金蝉脱壳在《朱砂担》中出现过；比如小说，调虎离山在《西游记》、借刀杀人在《红楼梦》、瞒天过海在《说唐》。
| 第一套〖勝戰計〗 - 第01計 瞞天過海 - 第02計 圍魏救趙 - 第03計 借刀殺人 - 第04計 以逸待勞 - 第05計 趁火打劫 - 第06計 聲東擊西 | 第二套〖敵戰計〗 - 第07計 無中生有 - 第08計 暗渡陳倉 - 第09計 隔岸觀火 - 第10計 笑裡藏刀 - 第11計 李代桃僵 - 第12計 順手牽羊 | 第三套〖攻戰計〗 - 第13計 打草驚蛇 - 第14計 借屍還魂 - 第15計 調虎離山 - 第16計 欲擒故縱 - 第17計 拋磚引玉 - 第18計 擒賊擒王 | 第四套〖混戰計〗 - 第19計 釜底抽薪 - 第20計 混水摸魚 - 第21計 金蟬脫殼 - 第22計 關門捉賊 - 第23計 遠交近攻 - 第24計 假道伐虢 | 第五套〖並戰計〗 - 第25計 偷梁換柱 - 第26計 指桑罵槐 - 第27計 假癡不癲 - 第28計 上屋抽梯 - 第29計 樹上開花 - 第30計 反客為主 | 第六套〖敗戰計〗 - 第31計 美人計 - 第32計 空城計 - 第33計 反間計 - 第34計 苦肉計 - 第35計 連環計 - 第36計 走為上計 |

為便於人們熟記三十六計，有學者在三十六計中每計取一字，依序組成一首詩：

金玉檀公策，
借以擒劫賊，
魚蛇海間笑，
羊虎桃桑隔，
樹暗走痴故，
釜空苦遠客，
屋樑有美屍，
擊魏連伐虢。

全詩除“檀公策”三字和“伐虢”二字為一計外，每字中包含了三十六計中的一計。依次為：

金蟬脫殼，拋磚引玉，
借刀殺人，以逸待勞，擒賊擒王，趁火打劫，關門捉賊，
混水摸魚，打草驚蛇，瞞天過海，反間計，笑裡藏刀，
順手牽羊，調虎離山，李代桃僵，指桑罵槐，隔岸觀火，
樹上開花，暗渡陳倉，走為上計，假癡不癲，欲擒故縱，
釜底抽薪，空城計，苦肉計，遠交近攻，反客為主，
上屋抽梯，偷樑換柱，無中生有，美人計，借屍還魂，
聲東擊西，圍魏救趙，連環計，假道伐虢。

## 外部連結
- 三十六計原文及註解
- 三十六計中英文全譯（页面存档备份，存于）